# Cycloseris
Cycloseris is een geslacht van neteldieren uit de klasse van de Anthozoa (bloemdieren).

## Soorten
- Cycloseris boschmai Hoeksema, 2014
- Cycloseris costulata (Ortmann, 1889)
- Cycloseris curvata (Hoeksema, 1989)
- Cycloseris cyclolites (Lamarck, 1815)
- Cycloseris distorta (Michelin, 1842)
- Cycloseris explanulata (Van der Horst, 1922)
- Cycloseris fragilis (Alcock, 1893)
- Cycloseris hexagonalis (Milne Edwards & Haime, 1848)
- Cycloseris mokai (Hoeksema, 1989)
- Cycloseris sinensis Milne Edwards & Haime, 1851
- Cycloseris somervillei (Gardiner, 1909)
- Cycloseris tenuis (Dana, 1846)
- Cycloseris vaughani (Boschma, 1923)
- Cycloseris wellsi (Veron & Pichon, 1980)